# Liste des épisodes de Power Rangers : Super Samurai
 (décembre 2013).
Si vous disposez d'ouvrages ou d'articles de référence ou si vous connaissez des sites web de qualité traitant du thème abordé ici, merci de compléter l'article en donnant les références utiles à sa vérifiabilité et en les liant à la section « Notes et références ».
Cet article présente le guide des épisodes de la dix-neuvième saison de la série télévisée américaine Power Rangers, Power Rangers : Super Samurai (2012).

## Épisodes

### Épisode 01:Super samouraï
- N° de production : 724
- Titre original : Super Samurai
- Résumé : L'eau du fleuve Sanzu s'infiltre et les rangers doivent de nouveau affronter Arachnitor plus puissant que jamais.

C'est dans cet épisode que Antonio arrive a programmé la boite noire et c'est la première fois que Jayden utilise le mode super samouraï

### Épisode 02:Aussi fragile que du marbre
- N° de production : 725
- Titre original : Shell Game
- Résumé : Les rangers doivent se battre contre le nighlok Armadeevil qui possède une armure indestructible sans Antonio, parti à la pêche.

### Épisode 03:Le corps et l'esprit
- N° de production : 726
- Titre original : Trading Places
- Résumé : Le nighlok Switchbeast transfère l’esprit des gens dans des objets. Jayden, Mia, Kevin et Antonio sont victimes du nighlok ; seuls Emily et Mike peuvent les aider...

### Épisode 04:Une odeur de poisson
- N° de production : 727
- Titre original : Something Fishy
- Résumé : Les rangers essayent d'aider Antonio à combattre sa nouvelle peur des poissons car son esprit a été envoyé dans le corps d'un poisson, tandis que Xandred se fait un nouvel allié : le redoutable Serrator...

Serrator est le véritable chef des nighloks

### Épisode 05:Opération Sauvetage
- N° de production : 728
- Titre original : The Rescue
- Résumé : Le nighlok Eyescar, sous les ordres de Serrator, enlève Mentor Ji et Antonio dans le but de faire tomber les rangers dans un piège tendu par une armée de Moogers...

### Épisode 06:Le Zord taureau
- N° de production : 729
- Titre original : The BullZord
- Résumé : Les actions d'un jeune garçon libère le Zord Taureau, un Zord incontrôlable et très puissant qui se met à détruire toute la ville.

Les rangers vont donc devoir l'attraper et l'entraîner...
Le jeune garçon s'appelle Cody.
Son père ne voulait pas qu'il réveille le Zord Taureau car il était très dangereux et incontrolable

### Épisode 07:Le plus grand groupe du monde
- N° de production : 730
- Titre original : He Ain't Heavy Metal, He's My Brother
- Résumé : Le frère de Mia lui rend visite et lui demande de chanter dans son groupe. Pendant ce temps Serrator envahit la ville...

C'est finalement Antonio qui va chanter dans le groupe du frère de Mia. Mais vers le milieu du concert les Rangers, Antonio et le frère de Mia auront une surprise.

### Épisode 08:L'esprit d'équipe
- N° de production : 731
- Titre original : Kevin's Choice
- Résumé : Kevin regrette le temps où il participait au compétition de Natation, et il lutte pour aider son équipe contre un nighlok qui a mangé son Morpher Samurai. De leur côté, Dayu et Deker font un pacte avec Serrator...

### Épisode 09:Un samouraï n'abandonne jamais
- N° de production : 732
- Titre original : Runaway Spike
- Résumé : Les rangers se battent contre un nighlok pouvant créer des images miroirs. Spike, quant à lui, cherche un job pour aider Bulk à payer son loyer...

### Épisode 10:Un appétit féroce
- N° de production : 733
- Titre original : The Strange Case of the Munchies
- Résumé : Emily veut prouver qu'elle a un cœur de guerrière mais lors d'un combat, le sable d'un nighlok cause aux cinq autres rangers une irrésistible envie de manger et de boire...

### Épisode 11:L'union fait la force
- N° de production : 734
- Titre original : A Sticky Situation
- Résumé : Mike et Kevin doivent travailler en équipe après que le nighlok Epoxar a collé leurs mains ensemble. Pendant ce temps, Xandred demande à Epoxar de coller les autres rangers...

### Épisode 12:Le piège de Serrator
- N° de production : 735
- Titre original : Trust Me
- Résumé : Serrator brouille l'esprit des habitants de l'île Monalua ; les rangers doivent le contrer ainsi que les mitrailleuses lasers et le nighlok, Maldan avec le TaureauZooka, une arme construite par Cody...

### Épisode 13:Le retour du maître
- N° de production : 736
- Titre original : The Master Returns
- Résumé : À la suite de son combat contre Deker, Jayden pense qu'il n'a pas les capacités d'être un Ranger rouge. Pendant ce temps, Xandred demande à Serrator de réparer l'harmonium de Dayu...

### Épisode 14:La grande offensive de Serrator
- N° de production : 737
- Titre original : A Crack in the World
- Résumé : Les rangers découvrent que les récentes attaques de Serrator ont un but précis, ouvrir une faille dans la terre pour laisser l'eau du fleuve Sanzu envahir la terre et devenir le maître des deux mondes...

### Épisode 15:Le destin de Serrator
- N° de production : 738
- Titre original : Stroke of Fate
- Résumé : Après que des explosions aient eu lieu dans le monde des humains, Serrator demande à Deker d'accomplir la dernière partie de son plan, Antonio lui demande de reconsidérer son rôle dans la bataille entre humains et nighloks...

### Épisode 16:Lauren
- N° de production : 739
- Titre original : Fight Fire with Fire
- Résumé : La nighlok Fiera lâche sa puissante attaque contre Jayden. Mais alors qu'il est vaincu un nouveau Ranger rouge fait son apparition : Lauren. Qui est-elle ? Qui est le vrai Ranger rouge ? La réponse va changer à jamais la vie des Samurais...

### Épisode 17:Mise à l'épreuve
- N° de production : 740
- Titre original : The Great Duel
- Résumé : Alors que les rangers tentent de s'habituer au fait d'être dirigés par un nouveau Ranger rouge, Jayden tente de trouver un sens à sa vie ; c'est là que s'interpose Deker pour avoir son ultime duel...

### Épisode 18:La renaissance de maître Xandred
- N° de production : 741
- Titre original : Evil Reborn
- Résumé : Jayden vient de terminer son combat contre Deker et l'équipe tente de le convaincre de la rejoindre avant le réveil de Xandred, pendant que Lauren et Antonio combattent des Moogers...

### Épisode 19:Le symbole du confinement
- N° de production : 742
- Titre original : The Sealing Symbol
- Résumé : Les rangers utilisent enfin le symbole de confinement mais découvrent que Xandred est maintenant insensible à son pouvoir. Les Samouraïs cherchent alors un nouveau moyen de le battre pour sauver la terre...

### Épisode 20:Samouraïs pour la vie
- N° de production : 743
- Titre original : Samurai Forever
- Résumé : Le fleuve Sanzu commence à inonder la ville des Power Rangers Samurai qui combattent Xandred et une armée Moogers dans une lutte acharnée. Mais alors qu'ils pensaient l'avoir détruit, il revient en méga-monstre...

### Épisode Spécial Halloween:Le cauchemar d'Halloween
- N° de production : 744
- Titre original : Trickster Treat
- Résumé :Maître Xandred est bouleversé par Halloween. Octoroo a un plan qui implique Trickster, un Nighlok qui piège les Rangers dans de mauvais rêves. Dans une forêt, les Moogers attaquent des gens en costumes d'animaux. Trickster regarde les scènes d'un cinéma en riant. Les Rangers (également vêtus de costumes d'animaux) arrivent sur les lieux. Après un bref appel, les Rangers combattent les Moogers. Après la bataille, Blue Ranger profite de son meilleur costume, mais les Rangers se demandent comment ils sont arrivés dans la forêt. Les Rangers sont puis téléporté à un concert où Mia chante, et les Rangers sont ses danseurs de fond. Après cela, Trickster se prépare pour leur prochain rêve. Les Rangers sont démorphes et téléportés dans une carrière où ils se battent contre Moogers. Après une brève pause et un rembobinage du événements, Trickster entre en scène et défie les Rangers. Après une longue séquence de transformation (que Trickster souligne), les Rangers affrontent Trickster et les Moogers. Les Rangers combinent l'Octo Disc avec le Canno à 5 disques n pour former le Multi-Disc Cannon pour vaincre Trickster, qui devient son mode Mega. Les Rangers invoquent leurs Zords et forment l'Octo Spear Megazord. Trickster prend une forme encore plus grande. Le Giant Trickster se moque du Megazord. Red Ranger reconnaît le son hypnotique de leurs scènes passées. Le Megazord détruit la source des illusions de Trickster : un ventilateur en rotation. De retour dans la réalité, les Rangers alimentent leurs Spin Swords et attaquent Trickster un par un. Trickster passe à nouveau à son mode Mega. Red Ranger passe en mode Super Samurai et invoque le Claw Armor Megazord. Les Rangers invoquent le Symbol Power Shield et piègent Trickster dans son illusion. Trickster, qui n'est pas au courant, regarde la scène du cinéma en riant. Le Claw Armor Megazord tire une explosion à travers l'écran du film, qui détruit Trickster, à sa grande surprise. Les Samurai Rangers profitent alors de leur victoire.

### Épisode Spécial Noël:Embûche de Noël
- N° de production : 745
- Titre original : Stuck on Christmas
- Résumé :À la suite d'une panne de Mégazord, les Power Rangers restent coincés à l'intérieur et n'ont pas d'autre choix que de raviver leurs souvenirs passés pour passer le temps. Du côté de leur mentor, c'est aussi le cas quand il reçoit une visite anodine.